# 西田町丹伊田
西田町丹伊田（にしたまち にいた）は、福島県郡山市の大字である。郵便番号は963-0901。

## 地理
郡山市北東部の西田地区に属する。南で西田町高柴、西田町板橋、西で西田町土棚、北で本宮市松沢、本宮市白岩、東で田村郡三春町七草木、南西で三春町平沢とそれぞれ隣接する。また北西側の西田町土棚に飛び地が近接して2ヶ所あり、更に西で田村町鬼生田、北で本宮市糠沢と隣接する。おおむね町村制施行以前の田村郡丹伊田村の流れを汲む地域である。一級水系阿武隈川水系白岩川支流広土川流域を主な範囲とする。丘陵地に囲まれた谷あいの平地に水田が広がり、山裾に集落が点在する。西田町三町目に所在する郡山北警察署西田駐在所及び日和田町に所在する郡山消防署日和田分署がそれぞれ管轄にあたる。

### 主な字
字
- 西荒井
- 四合田
- 廣土
- 舘
- 万才光内

- 仲田
- 大久保
- 宮作
- 甲森
- 高屋敷

- 平光内
- 堺
- 上石堂

### 河川
一級水系阿武隈川水系
- 白岩川
  - 広土川

## 歴史
- 1879年1月27日 - 旗本領丹伊田村が福島県内における郡区町村制の施行により田村郡の村となる。
- 1889年4月1日 - 町村制の施行により丹伊田村が土棚村、高柴村、板橋村と合併し高野村が発足する。旧丹伊田村域は高野村の大字となる。
- 1955年4月1日 - 高野村が逢隈村と合併し西田村が発足し、西田村の大字となる。
- 1965年8月1日 - 西田村が中田村と共に郡山市に編入され、郡山市の大字となる。

## 世帯数と人口
2024年1月1日現在の世帯数と人口は以下の通りである。
| 大字         | 世帯数  | 人口  |
| ------------ | ------- | ----- |
| 西田町丹伊田 | 142世帯 | 373人 |

## 小・中学校の学区
市立小・中学校に通う場合、学区は以下の通りとなる。
| 番地 | 義務教育学校     |
| ---- | ---------------- |
| 全域 | 郡山市立西田学園 |

## 交通

### 道路
- 福島県道28号本宮三春線
- 福島県道116号二本松三春線
- 郡山市道1-46号土棚高倉線

## 施設
- 小さな森の和美術館
- 真福寺
- 鹿島大神宮
  - 鹿島神社のペグマタイト岩脈
- 熊野神社